# Pavlovičky
Pavlovičky (německy Paulowitz) je historická obec, městská čtvrť a katastrální území severovýchodně od centra Olomouce. Žije zde zhruba 500 obyvatel. Nachází se zde točna olomouckých tramvají.

## Historie
Pavlovičky, až do roku 1919 zvané Pavlovice, vznikly relativně nedávno, když v souvislosti s budováním olomoucké pevnosti v polovině 18. století musely být zbořeny předměstské osady Ostrovy, Bělidla a další. Jejich obyvatelé pak dostali náhradou pozemky vzniklé rozparcelováním hospodářského dvora v oblasti zvané „Na klínku“, přičemž nově vzniklá osada získala název podle svého zakladatele, hradišťského opata Pavla Ferdinanda Václavíka. Pavlovičky tedy měly nejdříve robotní povinnosti vůči klášteru Hradisko, po zrušení kláštera musely odvádět poplatky náboženskému fondu, resp. hraběti Saint Genois, který roku 1825 panství od fondu odkoupil. Nicméně už v roce 1850 se staly samostatnou politickou obcí s vlastní samosprávou.
Šlo o malou zemědělskou vesnici, v té době s méně než 200 obyvateli. Jejímu rozvoji přispěla až železnice, postupně zde byla založena octárna (1853), sladovna, lihovar a drožďárna rodiny Briessových (1873), továrna na cukrovinky Josefa Mikšovského (1887), Číhalova sodovkárna, Bartschova pekárna a další podniky, významné bylo i vybudování městských jatek s tržnicí patřících městu Olomouci. Na začátku 20. století pak počet obyvatel přesáhl jeden tisíc, z toho většina se hlásila k německé národnosti, české zájmy zde prosazoval spolek Svatopluk. Farností a školou Pavlovičky spadaly pod Chválkovice, už v roce 1883 však zde byla otevřena německá škola a česká v roce 1907, v roce 1919 dokonce i česká měšťanka. Po vzniku Československé republiky a začlenění obce do Velké Olomouce se Pavlovičky, do té doby součást německého jazykového ostrova, postupně počeštily.
| Rok      | 1869 | 1880 | 1890 | 1900 | 1910 | 1921 | 1930 |
| -------- | ---- | ---- | ---- | ---- | ---- | ---- | ---- |
| Obyvatel | 320  | 444  | 678  | 1123 | 1247 | 1268 | 1088 |
| Domů     | 31   | 34   | 47   | 63   | 67   | 81   | 87   |
| Rok      | 1950 | 1961 | 1970 | 1980 | 1991 | 2001 | 2011 |
| Obyvatel | 867  | 933  | 762  | 566  | 399  | 436  | 490  |
| Domů     | 93   | ?    | 78   | 68   | 67   | 65   | 89   |

1. ↑  Z toho 576 osob národnosti československé, 482 německé a 30 ostatních.'"`UNIQ--ref-00000009-QINU`"'

## Osobnosti
V Pavlovičkách se narodil známý, předčasně zesnulý fotograf českého piktorialismu Vladimír Jindřich Bufka.